# Karólína Eiríksdóttir
Karólína Eiríksdóttir, född 1951, är en isländsk tonsättare.
Karólína Eiríksdóttir studerade vid Musikhögskolan i Reykjavik och vid University of Michigan. Hon är idag verksam som tonsättare och lärare vid Musikhögskolan i Reykjavik. Bland hennes verk märks kammaroperorna Någon har jag sett (med libretto av den svenska diktaren Marie Louise Ramnefalk, uruppförd i Vadstena 1988) och Maður lifandi (uruppförd i Reykjavik 1999), en gitarrkonsert (uruppförd i Argentina 2001) och en klarinettkonsert. Hon har även skrivit kammarmusik samt kör- och solosånger.